# Embracer Group
Embracer Group AB (раніше Nordic Games Licensing AB і THQ Nordic AB) — шведська холдингова компанія, що базується в Карлстаді і спеціалізується на розробці та виданні відеоігор і суміжного з ними медіа.
Компанію було засновано під назвою Nordic Games Licensing у 2011 році як частину Nordic Games Group і як материнську компанію видавця Nordic Games GmbH (тепер THQ Nordic GmbH). Компанія придбала кілька активів у вже неіснуючих видавців, починаючи з активів JoWooD у 2011 році та THQ у 2013 році. У серпні 2016 року Nordic Games Licensing та її дочірня видавнича компанія змінили свої назви на THQ Nordic AB та THQ Nordic GmbH, використовуючи придбану ними в 2014 році «THQ», як свою торговельну марку. У листопаді 2016 року вона набула статусу публічної компанії зареєстрованої на Nasdaq First North. Протягом 2018 року THQ Nordic придбали Koch Media Holding (батьківську компанію Koch Media) і Coffee Stain Holding (батьківську компанію Coffee Stain Studios), обидві з яких стали незалежними операційними групами в рамках THQ Nordic, доповнюючи THQ Nordic GmbH. Щоб уникнути плутанини з THQ Nordic GmbH і закріпити свою позицію холдингової компанії, у вересні 2019 року THQ Nordic AB було перейменовано на Embracer Group, а THQ Nordic GmbH зберегла свою назву.

## Історія

### Оригінальна Nordic Games (1990-ті—2004)
У ранньому дитинстві шведський підприємець Ларс Вінґефорс почав успішно продавати різноманітну продукцію, включаючи різдвяні журнали та пластикові пакети, а у віці 13 років, він заснував LW Comics, компанію, яка продавала вживані комікси. Він заснував свій перший бізнес як компанію, що займається поштовою розсилкою товарів, використовуючи власний реєстр з 2 тисяч клієнтів, який він попередньо придбав у іншої поштової компанії. Компанія заробляла близько 300 тисяч крон на рік. У віці 16 років Вінґефорс заснував свою другу компанію, Nordic Games, яка робила те саме, що й LW Comics, але використовувала вживані диски відеоігор замість коміксів. У перший рік компанія отримала 5 мільйонів крон доходу. Із зростанням прибутку протягом 1990-х років Nordic Games була перетворена на роздрібну мережу — у тому ж ключі, що й британська ритейлерська компанія з продажу відеоігор Game — і відкрила сім магазинів по всій Швеції. Компанія також придбала «Spel- & Tele shopen», ігровий магазин в Лінчепінгу, Швеція, заснований Пелле Лундборгом чотири роки тому.
Наприкінці 1990-х у Nordic Games не було нормально розвинутої корпоративної структури і Вінґефорсу було запропоновано або шукати нових партнерів, або залучити венчурний капітал. Молодий бізнесмен не скористався жодною з цих порад і попросту продав свою компанію Gameplay Stockholm, шведській дочірній компанії європейського ритейлеру Gameplay.com, у березні 2000 року ця угода була оцінена в £5,96 млн. Під управлінням Gameplay, Nordic Games не вдалося принести значних доходів. Компанія намагалася створити бізнес з мобільних ігор, цифрової дистрибуції та кабельного телебачення, але всі їх ідеї не набули популярності. Коли бульбашка доткомів лопнула, Gameplay зіткнулися з масштабною фінансовою кризою і Nordic Games було продано назад Вінґефорсу у травні 2001 року за символічну суму в 1 крону (на той час еквівалент £0,07). Вінґефорс залучив венчурних капіталістів і провів реформи в компанії, щоб продавати лише щойно випущені ігри, але компанія зіткнулася з сильною конкуренцією і, нарешті, подала заяву про банкрутство в 2004 році.

### Оновлена Nordic Games (2004—2011)
Вінґефорс вклав залишок грошей в нову компанію з обмеженою відповідальністю та разом із потенційними клієнтами, які виступали інвесторами, реформував Nordic Games під назвою Game Outlet Europe. Нова компанія досягла успіху в купівлі непроданих запасів у великих відеоігрових компаній, таких як Electronic Arts, перепакуванням їх у своїй штаб-квартирі в Карлстаді та продажем на міжнародному ринку та через інші роздрібні мережі. У грудні 2008 року було засновано нову ігрову компанію-видавця під назвою Nordic Games Publishing як дочірню компанію Game Outlet Europe. Дочірня компанія починала з семи співробітників, включаючи свого основного акціонера Вінґефорса в Карлстаді, і головного виконавчого директора Лундборга, який з тих пір переїхав з дружиною до Малаги. Нік Бловер з Лондона був доданий до команди менеджерів у лютому 2010 року.
Ідея Nordic Games Publishing полягала в інвестуванні у розробку ігор, які мали заповнити існуючі прогалини на ринку відеоігор. Вінґефорс і Лундборг помітили, що в лінійці ігор для платформ Nintendo бракує караоке-ігор, подібних до SingStar, яка була ексклюзивом PlayStation. Ґрунтуючись на 100-сторінковому збірнику вимог від Nintendo, включно з правилом, що мікрофони для гри має виробляти тільки Logitech, після чотирьох місяців досліджень у караоке-барі  Вотфорда, Англія, Nordic Games Publishing склали список пісень для гри та почали розробку того, що пізніше стане We Sing. Приблизно в цей же час видавництво Nordic Games Publishing також випустило Dance Party Club Hits, танцювальну гру з танцювальним килимком в комплекті. У 2009 році Nordic Games Publishing мали фінансовий оборот у розмірі 50 мільйонів крон, з яких 75% припадало на продажі гри We Sing. На 2010 рік компанія прогнозувала оборот у розмірі 200 млн крон, в той же час Лундборг шукав нових інвесторів з метою зробити компанію незалежною від Game Outlet Europe. До березня 2011 року було створено нову холдингову компанію Nordic Games Holding, а Game Outlet Europe і Nordic Games Publishing, в свою чергу, стали її дочірніми компаніями.

### Міжнародне розширення (2011—2018)
У червні 2011 року Nordic Games Holding придбали активи неплатоспроможного видавця JoWooD Entertainment та всі його дочірні компанії. Придбані активи були передані Nordic Games GmbH, щойно створеному дочірньому офісу у Відні, Австрія. Декілька колишніх співробітників JoWooD були найняті Nordic Games GmbH для роботи зі старими активами компанії, а Nordic Games Publishing була інтегрована в Nordic Games GmbH для полегшення операцій. Nordic Games Licensing AB, також заснована в 2011 році, стала холдинговою компанією Nordic Games Holding (пізніше відомої як Nordic Games Group), а також материнською компанією Nordic Games GmbH. У квітні 2013 року Nordic Games Licensing придбала кілька активів збанкрутілого видавця THQ, які були передані в управління Nordic Games GmbH.
У червні 2014 року Nordic Games Licensing придбала торгову марку «THQ» з наміром використовувати цей тайтл як лейбл для видавництва своїх активів, пов'язаних з THQ. Згодом, у серпні 2016 року, компанія змінила назву на THQ Nordic AB, а Nordic Games GmbH стала THQ Nordic GmbH. За словами Вінґефорса і Райнхарда Полліце з THQ Nordic GmbH, зміна назви була здійснена для того, щоб скористатися доброю репутацією, набутою THQ в минулому. Однак вони уникали називати компанії просто «THQ», через проблемну репутацію набуту компанією в останні роки свого існування. 22 листопада 2016 року THQ Nordic здійснили свій первинний публічний продаж акцій (IPO), набувши статусу публічної компанії, занесеної до списку біржі Nasdaq First North. За оцінкою, тодішня вартість компанії становила 1,9 млрд шведських крон, тоді як Ларс Вінґефорс залишався власником 50% акцій компанії.
У лютому 2018 року THQ Nordic придбала Koch Media Holding, материнську компанію австрійської медіакомпанії Koch Media, яка, в свою чергу, володіла та керувала лейблом відеоігор Deep Silver вартістю в €121 млн. Koch Media мала працювати незалежно як від THQ Nordic, так і від THQ Nordic GmbH. Щоб краще відобразити свою холдингову функцію та уникнути плутанини між THQ Nordic та її віденським офісом, THQ Nordic заявила, що планує змінити свою назву. У червні 2018 року компанія випустила на ринок 7,7 млн В-акцій, щоб залучити $168 млн капіталу для майбутніх придбань. У листопаді 2018 року THQ Nordic придбала Coffee Stain Holding, шведську холдингову компанію, що володіє розробником Coffee Stain Studios і її дочірніми компаніями, за 317 млн крон готівкою. Coffee Stain стала «третьою ногою» THQ Nordic, працюючи незалежно, як і Koch Media. Завдяки двом придбанням і продовженню продажів від THQ Nordic GmbH чистий обсяг прибутків THQ Nordic зріс на 713% до $447,6 млн в 2018 фінансовому році. У грудні 2018 року сайт геймінгового бізнесу GamesIndustry.biz назвав Вінґефорса «Людиною Року». У лютому 2019 року THQ Nordic випустила на ринок ще 11 млн нових В-акцій, залучивши капітал к розмірі 2,09 млрд крон ($225 млн).

### Ребрендинг на Embracer Group і подальші придбання (2019—2022)
Наприкінці першого фінансового кварталу 2019 року THQ Nordic придбала Game Outlet Europe у Nordic Games Group за 10 млн крон. У серпні 2019 року компанія придбала інвестиційну компанію Goodbye Kansas Game Invest (GKGI) за 42,4 млн крон. GKGI володіла міноритарними інвестиціями в п'ятьох розробників-стартапів — Palindrome Interactive, Fall Damage, Neon Giant, Kavalri Games і Framebunker — а також правами на роялті з продажів Biomutant, де THQ Nordic GmbH виступала видавцем. Інвестиції GKGI в Bearded Dragons, Goodbye Kansas VR і IGDB були збережені її попередньою материнською компанією Goodbye Kansas. GKGI була заснована в 2016 році і на момент придбання складалася з чотирьох штатних працівників. Щоб уникнути подальшої плутанини з THQ Nordic GmbH і акцентувати свою позицію холдингової компанії, THQ Nordic прийняла назву «Embracer Group» на своїх щорічних загальних зборах 17 вересня 2019 року, тоді як її віденська філія зберегла свою назву. У грудні 2019 року компанія через GKGI придбала шведського розробника Tarsier Studios за 99 млн крон. Угода включала 65 співробітників студії та всю ІВ, за винятком Little Nightmares і The Stretchers, права на які залишилися у їх відповідних власників.
У січні 2020 року GKGI було перейменовано в Amplifier Game Invest, щоб краще відобразити її статус в складі Embracer Group. Того ж місяця Amplifier відкрили River End Games в Гетеборзі, Швеція і C77 Entertainment в Сіетлі, США — дві студії розробки відеоігор, кожна з ветеранами індустрії у відповідних областях. У лютому 2020 року Embracer Group придбали компанію Saber Interactive разом з її п'ятьма внутрішніми студіями на загальну суму $525 млн, що зробило Saber п'ятою прямою дочірньою компанією Embracer Group. До квітня 2020 року Embracer зібрали ще $164 млн, які в подальшому використають для свого майбутнього розширення.
Embracer Group оголосили про сім придбань у серпні 2020 року: 4A Games і New World Interactive, які будуть підпорядковуватися підрозділу Saber Interactive; Palindrome Interactive, Rare Earth Games і Vermila Studios, за які відповідатимуть Amplifier Game Invest; Pow Wow Entertainment під керівництвом THQ Nordic; і нарешті DECA Games, яка стала шостою прямою дочірньою компанією Embracer Group і згідно з угодою зберігатиме свою автономію. Група під керівництвом Koch Films також придбала Sola Media, засновану в Штутгарті компанію з ліцензування дитячих та сімейних теле- і кінофільмів. У листопаді 2020 року Embracer Group оголосили про придбання дванадцяти компаній: 34BigThings, Mad Head Games, Nimble Giant Entertainment, Snapshot Games і Zen Studios під керівництвом Saber Interactive; A Thinking Ape Entertainment та IUGO Mobile Entertainment під підрозділом DECA Games; Flying Wild Hog під керівництвом Koch Media; Purple Lamp Studios під керівництвом THQ Nordic; Silent Games під Amplifier Game Invest; і, нарешті, компанія із забезпечення якості Quantic Lab під керівництвом самої Embracer Group для підтримки інших студій компанії та Sandbox Strategies, що спеціалізується на зв'язках з громадськістю безпосередньо під керівництвом Saber Interactive. Генеральний директор THQ Nordic Клеменс Кройцер заявив, що хоча придбання великої кількості студій було ініціативами окремих підрозділів Embracer Group, цей крок в цілому є частиною стратегії компанії по диверсифікації свого портфоліо у відповідь на стратегію великих видавців, таких як Electronic Arts, які роблять ставку на свої ключові тайтли.
У лютому 2021 року Embracer Group оголосили про три великі придбання: The Gearbox Entertainment Company, включаючи Gearbox Software, за ціною $1,3 млрд, котра стала сьомим великим холдинговим лейблом Embracer Group, восьмий великий холдинг Easybrain за $640 млн і Aspyr Media за $450 млн, яка стане дочірньою компанією під маркою Saber Interactive. Придбання було офіційно завершено в квітні 2021 року.
Компанія почала випуск додаткових акцій у березні 2021 року, щоб залучити ще $890 млн для зміцнення своєї фінансової позиції і продовження стратегії придбання. У травні 2021 року компанія оголосила про придбання Appeal Studios, Kaiko та Massive Miniteam, що встануть під керівництво THQ Nordic, яка в свою чергу заснувала Gate 21 d.o.o. для створення «3D-персонажів світового класу», а також придбала Frame Break у рамках своєї дочірньої компанії Amplifier Game Invest. Компанію Massive Miniteam буде повністю інтегровано в студію HandyGames під керівництвом оперативної групи THQ Nordic. Пізніше того ж місяця Embracer Group оголосили про свої наміри створити величезний ігровий архів, щоб «охопити історію ігор».
На початку серпня 2021 року Embracer Group придбали ще кілька компаній, у тому числі 3D Realms, Ghost Ship Games, Slipgate Ironworks, DigixArt, Force Field, Easy Trigger, CrazyLabs та Grimfrost, у рамках спільної угоди на $313 млн. 18 серпня 2021 року Embracer оголосили про придбання ще трьох компаній, включаючи Demiurge Studios, Fractured Byte і SmartPhone Labs, усі вони стали дочірніми компаніями Saber Interactive.
У грудні 2021 року Embracer оголосили про намір придбати Asmodee за €2,75 млрд, що зробило її дев'ятою операційною групою Embracer і дозволило компанії вийти на ринок настільних ігор. Того ж місяця Embracer також придбала Perfect World Entertainment, включаючи її видавничий відділ і Cryptic Studios з холдингової групи Perfect World і Perfect World Europe за $103 млн. Після схвалення цієї угоди Perfect World Entertainment стане частиною підрозділу Gearbox. Крім того, Embracer придбали Dark Horse Media, материнську компанію Dark Horse Comics і Dark Horse Entertainment, зробивши Dark Horse своїм десятим операційним підрозділом. Крім того, компанія придбала Shiver Entertainment і Digic Pictures у рамках свого підрозділу Saber Interactive, а також Spotfilm Networx, німецький відео-сервіс, підпорядкувавши його Koch Media.
У травні 2022 року Square Enix і Embracer Group уклали угоду про придбання Embracer кількох активів Square Enix Europe за $300 млн. Мова йде про студії розробки Crystal Dynamics, Eidos-Montréal, Square Enix Montreal та їх ІВ, зокрема франшизи Tomb Raider, Deus Ex, Thief та понад 50 інших. Угода набула чинності 26 серпня 2022 року, а активи відійшли під управління CDE Entertainment, яку з лондонського офісу очолює Філ Роджерс, колишній генеральний директор Square Enix Americas and Europe. 10 жовтня 2022 року Square Enix Montreal змінили бренд на Onoma, але всього через місяць Embracer закрила і саму студію, і її групу контролю якості в рамках заходів щодо економії витрат.
Крім того, у травні 2022 року компанія створила Embracer Games Archive, програму збереження відеоігор, використовуючи свою внутрішню бібліотеку та бібліотеки інших партнерів. Архів був фізично створений у Карлстаді, Швеція, і вже містить понад 50 тисяч ігор, і Embracer планує згодом зробити частини архіву доступними для громадськості в дослідницьких цілях. Savvy Gaming Group, організація, що повністю належить Фонду державних інвестицій Саудівської Аравії, інвестувала близько $1 млрд в Embracer у червні 2022 року, що становить близько 8% акцій компанії.
У серпні 2022 року Amplifier Game Invest відкрила Infinite Mana Games в Мальме, Швеція. Також у серпні того ж року Embracer Group придбала компанії Bitwave Games, Gioteck, Limited Run Games, Singtrix, Tatsujin Co., Tripwire Interactive і Tuxedo Labs, що працюватимуть під операційною групою Freemode, а також права на ІВ франшиз «Володар перснів» і «Гобіт», шляхом придбання Middle-earth Enterprises.
Campfire Cabal була заснована THQ Nordic у Копенгагені, Данія, у вересні 2022 року. У жовтні 2022 року Embracer придбали Anime Limited у Глазго, Шотландія, для подальшого використання лейбла Plaion, а також придбали VR Group, передавши їх своєму підрозділу Asmodee. Перехід від біржі Nasdaq First North до Стокгольмської фондової біржі було схвалено 22 грудня 2022 року. 4 січня 2023 року Gearbox Entertainment придбали Captured Dimensions, техаську технологічну компанію, що спеціалізується на послугах зйомки, сканування та реконструкції 3D. 10 січня 2023 року Amplifier Game Invest відкрила студію Hermitage у Ролі, штат Північна Кароліна, з метою створення нових проєктів на основі оригінальної ІВ для широкого спектру ігрових платформ і форматів.

### Провал багатомільярдної угоди: реструктуризація, масові звільнення, закриття студій (2023—теперішній час)
У червні 2023 року Embracer Group оголосили про масштабну програму реструктуризації, зосереджену на економії коштів, розподілі капіталу, ефективності та консолідації, яка включатиме звільнення персоналу, закриття студій або відчуження інвестицій, а також скасування або призупинення комерційно сумнівних ігрових проєктів з негайним поетапним впровадженням до березня 2024. Це рішення було прийнято в результаті несподіваного провалу 2 мільярдної угоди з інвестиційним фондом Саудівської Аравії Savvy Games Group. Того ж місяця студію Campfire Cabal було закрито, а всіх її співробітників було звільнено, невдовзі в серпні така ж доля спіткала Volition, а в грудні Free Radical Design. Масова хвиля звільнень також пронеслась по іншим компаніям холдингу, зокрема Crystal Dynamics, Beamdog, Gearbox Publishing, New World Interactive та ін.
До листопада 2023 року Embracer Group звільнили понад 900 співробітників, приблизно 5% всієї своєї робочої сили, і скасували щонайменше п'ятнадцять проєктів. Крім того, незважаючи на те, що компанії вдалося реструктурувати свій борг з $2 до 1,5 млрд, керівництво попередило, про подальші звільнення та закриття студій. У лютому 2024 року стало відомо, що Embracer Group ведуть переговори про продаж Saber Interactive і Gearbox Entertainment. Подробиці продажу Saber Interactive було оголошено в березні того ж року: за $247 млн компанія Beacon Interactive, що належить співзасновнику Saber Метью Карчу, викупила Saber Interactive разом з їхніми дочірніми компаніями 3D Realms, Bytex, Digic Pictures, Fractured Byte, Mad Head Games, New World Interactive, Nimble Giant Entertainment, Sandbox Strategies, Slipgate Ironworks, SmartPhone Labs та Stuntworks. Студії 34BigThings, 4A Games, Aspyr, Beamdog, Demiurge Studios, Shiver Entertainment, Snapshot Games, Tripwire Interactive, Tuxedo Labs і Zen Studios залишилися в Embracer Group, щоб бути інтегрованими в інші операційні групи, хоча Beacon Interactive отримали пропозицію придбання 4A Games і Zen Studios в майбутньому. Шляхом продажу Saber, корпорація також позбулася 21% співробітників, зокрема всієї своєї робочої сили в Росії.
Після продажу Gearbox навесні 2024 року, генеральний директор Embracer Ларс Вінґефорс заявив, що реструктуризація компанії завершена, і в найближчій перспективі для покращення фінансової ситуації компанія зосередиться на «створенні якісної продукції та ігор».
У квітні 2024 року Embracer Group оголосили про плани розділиться на три окремі публічні компанії на шведському фондовому ринку протягом наступних двох років. Підрозділ Asmodee Group стане видавцем настільних і карткових ігор від Asmodee та їхніх студій, і, як очікується, буде відокремлений протягом року з моменту оголошення. Новий підрозділ з умовною назвою «Coffee Stain & Friends» включатиме декілька інді-студій, серед яких Coffee Stain, THQ Nordic, Ghost Ship, Tuxedo Labs, Tarsier та Amplifier Game Invest. Третій підрозділ під назвою «Middle-earth Enterprises & Friends» буде використовуватися для розробки та видавництва ААА-відеоігор на основі вже існуючої ІВ та включатиме розробників Crystal Dynamics, Dambuster, Eidos Montreal, Flying Wild Hog, Tripwire, Vertigo Games, Warhorse Studios і 4A Games, а також видавців Plaion, Dark Horse Comics і Freemode. Очікується, що дві останні компанії будуть відокремлені протягом 2025 року. Вінґефорс залишиться власником і генеральним директором всіх трьох компаній після завершення поділу.
У травні 2024 року Nintendo оголосили про придбання Shiver Entertainment у Embracer. У червні 2024 року Embracer закрили Pieces Interactive, після невтішних результатів їхнього проєкту Alone in the Dark (2024). У липні стало відомо, що наприкінці червня було тихо закрито студію Piranha Bytes. У листопаді 2024 року Embracer скоротили кількість своїх співробітників з 15,701 до 10,450 осіб. Того ж місяця було оголошено, що Embracer продасть Easybrain компанії Miniclip за суму в $1,2 млрд, і завершення угоди очікується на початку 2025 року.
7 лютого 2025 року Asmodee оголосили про свій вихід на Стокгольмську фондову біржу, що ознаменувало її відокремлення від групи та становлення як самостійної публічної компанії.

## Політика компанії під час російсько-української війни
Після повномасштабного вторгнення російських військових сил в Україну і впровадженні світових санкцій за співпрацю з російськими компаніями, керівництво холдингу запевнило своїх акціонерів і ігрову спільноту в тому, що війна не вплине на їхню подальшу роботу, бо «продажі в цих регіонах історично становили приблизно 1% наших глобальних чистих продажів». В тій же заяві від 15 березня 2022 року було зазначено, що компанія «дбаючи про безпеку» своїх співробітників допомогла з переїздом 250 українцям, 250 білорусам і 1000 росіянам, не вказавши які ж саме регіони росії в 2022 році перебували в небезпеці та потребували термінової екстракції російських ігроробів.
У березні 2024 року Embracer виступили з заявою про припинення своєї діяльності в Росії: «Всіх російських співробітників було переведено в нові компанії, які повністю належать місцевому керівництву. Embracer ініціює процес ліквідації всіх російських компаній відповідно до російського законодавства».

## Дочірні компанії
◆ THQ Nordic
- Alkimia Interactive
- Appeal Studios
- Ashborne Games
- Black Forest Games
- Bugbear Entertainment
- Experiment 101
- Gate21
- Grimlore Games
- Gunfire Games
- HandyGames
  - Massive Miniteam
- Kaiko
- Metricminds
- Mirage Game Studios
- Nine Rocks Games
- Purple Lamp

◆ Plaion
- Deep Silver
  - Dambuster Studios
  - Fishlabs
- Development Plus
- DigixArt
- Flying Wild Hog
- Milestone
- Plaion Pictures
  - Anime Limited
  - Sola Media
- Prime Matter
- Ravenscourt
- Splatter Connect
- Vertigo Games
  - Vertigo Arcade
  - Vertigo Publishing
    - Vertigo Publishing Amsterdam

  - Vertigo Studios
  - SpringboardVR
- Voxler
- Warhorse Studios

◆ Coffee Stain
- Box Dragon
- Coffee Stain Studios
  - Coffee Stain Gothenburg
  - Coffee Stain Malmö
  - Coffee Stain North
- Coffee Stain Publishing
- Easy Trigger Games
- Ghost Ship Games
  - Ghost Ship Publishing
- Lavapotion

◆ Amplifier Game Invest
- A Creative Endeavor
- DestinyBit
- Frame Break
- Green Tile Digital
- Infinite Mana Games
- Invisible Walls
- Misc Games
- Palindrome Interactive
- Rare Earth Games
- Studio Hermitage
- Tarsier Studios
- Zapper Games

◆ DECA Games
- A Thinking Ape Entertainment
- CrazyLabs
  - Firescore Interactive
- IUGO Mobile Entertainment

◆ Asmodee
- Access+
- Aconyte
- Atomic Mass Games
- Bezzerwizzer Studio
- Catan Studio
- Days of Wonder[en]
- Edge Entertainment
- Exploding Kittens
- Fantasy Flight Games[en]
- Gamegenic
- Libellud
- Lookout Games[en]
- Mixlore
- Plan B Games
- Plaid Hat Games[en]
- Rebel Studio
- Repos Production
- Space Cow
- Space Cowboys
- The Green Board Game Co.
- Twin Sails Interactive
- Unexpected Games
- VR Group
- Z-Man Games
- Zygomatic Games

◆ Dark Horse Media
- Dark Horse Comics
- Dark Horse Entertainment[en]
- Things from Another World

◆ Freemode
- Bitwave Games
- Captured Dimensions
- Clear River Games
- Game Outlet Europe
- Gioteck
- Grimfrost
- Limited Run Games[en]
- Middle-earth Enterprises[en]
- Quantic Lab
- Singtrix
- Tatsujin

◆ CDE Entertainment
- Crystal Dynamics
  - Crystal Northwest
  - Crystal Southwest
- Eidos-Montréal

◆ Інші студії
- 34BigThings
- 4A Games
- Arc Games[en]
- Aspyr
  - Beamdog
- Cryptic Studios
- Demiurge Studios
- Lost Boys Interactive
- Snapshot Games
- Tripwire Interactive
- Tuxedo Labs
- Zen Studios

### Ліквідовані/продані студії
- Foxglove Studios (заснована THQ Nordic в 2016, ліквідована в 2019 році)
- Vermila Studios (придбана Amplifer Game Invest у серпні 2020 року, ліквідована у 2023 році)
- Fall Damage (придбана Amplifer Game Invest у 2019 році, продана Fragbite Group у жовтні 2023 року)
- River End Games (заснована Amplifier Game Invest у січні 2020 року, ліквідована у листопаді 2023 року)
- Saber Interactive (придбана в лютому 2020 року, продана в березні 2024 року)
  - Saber Armenia
  - Saber Belarus
  - Saber London
  - Saber Madrid
  - Saber Porto
  - Saber St. Petersburg
  - Saber Sweden
  - 3D Realms
  - Bytex
  - Digic Pictures
  - Fractured Byte
  - Mad Head Games
  - New World Interactive
  - Nimble Giant Entertainment
  - Sandbox Strategies
  - SmartPhone Labs
  - Slipgate Ironworks
  - Stuntworks

- Rainbow Studios (відновлена THQ Nordic у січні 2013 року, ліквідована у березні 2024 року)
- Shiver Entertainment (придбана Saber Interactive у грудні 2021 року, продана Nintendo у травні 2024 року)
- Silent Games (придбана Amplifer Game Invest у листопаді 2020 року, ліквідована у травні 2024 року)
- C77 Entertainment (заснована Amplifier Game Invest у січні 2020 року, ліквідована у травні 2024 року)

- Gearbox Entertainment (придбана у 2021 році, продана Take-Two Interactive у червні 2024 року)
  - Gearbox Software
  - Gearbox Studio Montréal
  - Gearbox Studio Québec
  - Gearbox Studios
  - Gearbox Properties

- Easybrain (придбана у лютому 2021 року, продана Miniclip у листопаді 2024 року)

- Square Enix Montreal[en] (придбана CDE Entertainment в серпні 2022, ліквідована в 2022 році)
- Plucky Bytes (заснована Amplifier Game Invest у листопаді 2020 року, закрита у 2023 році)
- Campfire Cabal (заснована THQ Nordic в вересні 2022, ліквідована в серпні 2023 року)
- Goose Byte (заснована Amplifier Game Invest в грудні 2021, ліквідована в серпні 2023 року)
- Volition (придбана Deep Silver в січні 2013, ліквідована в серпні 2023 року)
- Free Radical Design (заснована Deep Silver в 2021, ліквідована в грудні 2023 року)
- Pieces Interactive (придбана THQ Nordic у 2017 році, закрита в червні 2024 року)
- Piranha Bytes (придбана THQ Nordic у 2019 році, закрита в червні 2024 року)
- Pow Wow Entertainment (придбана THQ Nordic у серпні 2020 року, закрита у червні 2024 року)
- Eidos-Sherbrooke (придбана CDE Entertainment у серпні 2022 року, закрита у червні 2024 року)
- Pearl Games (придбана Asmodee в січні 2015 року, закрита в червні 2024 року)

### Об'єднані дочірні компанії
- Gaya Entertainment (об'єднана з Plaion)
- KSM Film (об'єднана з Plaion Pictures)
- Spotfilm Networx (об'єднана з Plaion Pictures)
- 18Point2 (об'єднана з Plaion)
- Jufeng Studio (об'єднана з Deca Games)